# USAC-Saison 1974
Die USAC-Saison 1974 war die 53. Meisterschaftssaison im US-amerikanischen Formelsport. Sie begann am 3. März in Ontario und endete am 2. November in Phoenix. Bobby Unser sicherte sich den Titel.

## Rennergebnisse
Alle Strecken waren asphaltierte Ovale.
| Nr. | Datum         | Veranstaltung (Rennstrecke)                                      | Meilen | Sieger            | Sieger            | Siegerteam          |
| --- | ------------- | ---------------------------------------------------------------- | ------ | ----------------- | ----------------- | ------------------- |
| 1   | 03. März      | Ontario (Ontario Motor Speedway)                                 | 100    | Lauf 1            | A.J. Foyt         | Coyote-Foyt         |
| 2   | 03. März      | Ontario (Ontario Motor Speedway)                                 | 100    | Lauf 2            | Johnny Rutherford | McLaren-Offenhauser |
| 3   | 10. März      | California 500 (Ontario Motor Speedway)                          | 500    | Bobby Unser       | Bobby Unser       | Eagle-Offenhauser   |
| 4   | 17. März      | Phoenix 150 (Phoenix International Raceway)                      | 150    | Mike Mosley       | Mike Mosley       | Eagle-Offenhauser   |
| 5   | 07. April     | Trentonian 200 (Trenton International Speedway)                  | 201    | Bobby Unser       | Bobby Unser       | Eagle-Offenhauser   |
| 6   | 26. Mai       | International 500 Mile Sweepstakes (Indianapolis Motor Speedway) | 500    | Johnny Rutherford | Johnny Rutherford | McLaren-Offenhauser |
| 7   | 09. Juni      | Rex Mays Classic (The Milwaukee Mile)                            | 150    | Johnny Rutherford | Johnny Rutherford | McLaren-Offenhauser |
| 8   | 30. Juni      | Schaefer 500 (Pocono International Raceway)                      | 500    | Johnny Rutherford | Johnny Rutherford | McLaren-Offenhauser |
| 9   | 21. Juli      | Michigan 200 (Michigan International Speedway)                   | 200    | Bobby Unser       | Bobby Unser       | Eagle-Offenhauser   |
| 10  | 11. August    | Tony Bettenhausen 200 (The Milwaukee Mile)                       | 200    | Gordon Johncock   | Gordon Johncock   | Eagle-Offenhauser   |
| 11  | 15. September | Norton 250 (Michigan International Speedway)                     | 250    | Al Unser          | Al Unser          | Eagle-Offenhauser   |
| 12  | 22. September | Trenton 300 (Trenton International Speedway)                     | 150    | Lauf 1            | A.J. Foyt         | Coyote-Foyt         |
| 13  | 22. September | Trenton 300 (Trenton International Speedway)                     | 150    | Lauf 2            | Bobby Unser       | Eagle-Offenhauser   |
| 14  | 02. November  | Phoenix 150 (Phoenix International Raceway)                      | 150    | Gordon Johncock   | Gordon Johncock   | Eagle-Offenhauser   |

## Fahrer-Meisterschaft (Top 10)
| 1. | Bobby Unser       | 4870 |
| 2. | Johnny Rutherford | 3650 |
| 3. | Gordon Johncock   | 3050 |
| 4. | Al Unser          | 2430 |
| 5. | Jimmy Caruthers   | 2065 |

| 6.  | Bill Vukovich II     | 1925 |
| 7.  | Lloyd Ruby           | 1580 |
| 8.  | A.J. Foyt            | 1510 |
| 9.  | Wally Dallenbach sr. | 1445 |
| 10. | Steve Krisiloff      | 1130 |